# William Carrick

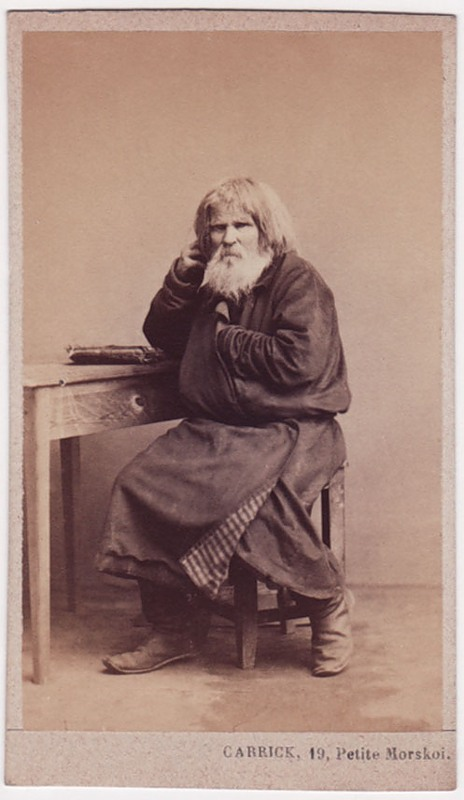
William Carrick: Snímek z cyklu Obyvatelé Ruské říše, 1860–1870

William Carrick (rusky Вильям Андреевич Каррик – Viljam Andrejevič Karrik, 31. prosince 1827 v Edinburghu – 11. listopadu 1878 v Petrohradu) byl skotský umělec a fotograf ruského původu.

## Život a dílo
Narodil se v Edinburghu dne 31. prosince 1827 jako syn obchodníka se dřevem Andrewi Carrickovi (zemřel 1860) a matce Jessie rozené Lauderové. Když byl jen několik týdnů starý, rodina se přestěhovala do přístavu Kronštadt ve Finském zálivu. Jeho otec v tomto přístavu po nějakou dobu obchodoval a rodina tam zůstala 16 let.
V roce 1844 se rodina přestěhovala do Petrohradu, kde se William Carrick stal studentem na petrohradské Akademii výtvarných umění, studoval architekturu u proslulého Alexandra Brjullova. Jednu část studia dokončil v roce 1853, posléze odešel do Říma ve studiu pokračovat. Ačkoli se podnikání jeho rodiny během krymské války zhroutilo, v roce 1856 se William Carrick vrátil do Petrohradu, aby se stal fotografem. Nicméně v létě následujícího roku odešel do Edinburghu získat více zkušeností s fotografií. Tam se setkal s fotografickým technikem Johnem MacGregorem.
V říjnu se vrátil do Ruska a Johna MacGregora vzal s sebou aby společně založili podnikání. Otevřel vlastní fotografické studio v Malaja Morskaja čp. 19 v Petrohradu a MacGregor u něho pracoval jako jeho asistent. Carrick rychle získal na poli fotografie jméno, dokumentoval obrazy ruského života a pořídil průkopnické ruské etnografické snímky, získal podporu velkoknížete Konstantina Nikolajeviče Romanova, který jej v roce 1862 ocenil diamantovým prstenem. V roce 1865 si jej najal Mihály Zichy z Vaszonykeö, aby nasnímal jeho akvarely, ze kterých pak tiskl kopie a prodával je. Carrick uzavřel podobný obchod také s dalšími umělci jako byli: Ivan Kramskoj, Viktor Vasněcov a Nikolaj Ge, po jeho smrti bylo v roce 1879 mnoho z jejich děl publikováno v díle Album ruských umělců.
Carrick a MacGregor podnikli řadu expedic na ruský venkov, včetně měsíc dlouhé cesty do Simbirské gubernie v roce 1871. Nahromadil velkou sbírku fotografií zachycující život ruských a mordvinských rolníků. V roce 1872 zemřel jeho kolega MacGregor, což jej velmi zasáhlo. Přesto však pokračoval ve své práci. V roce 1876 se stal fotografem na Akademii výtvarných umění a zároveň na akademii získal fotografické studio. Výstava jeho prací se konala v ruském hlavním městě v roce 1869 a následovaly pak výstavy v Londýně (1876) a Paříži (1878), všechny s velkým úspěchem.
Carrick zemřel 11. listopadu 1878 v Petrohradu na zápal plic. William Carrick byl v Rusku známý také díky své výšce, měřil asi 190cm. Oženil se s Aleksandrou Grigorijevnou Markelovovou (1832–1916), se kterou měli dva syny Dmitrije a Valerije, třetího syna Grigorije přijal z jejího předchozího manželství. Grigorije učil fotografovat, Valerij se stal slavným karikaturistou. Jeho manželka Aleksandra, přezdívaná Sašura, byla liberálka a nihilistka, a po nějaký čas jediná žena novinářka magazínu Pětěrburskie Vědomosti.

## Galerie

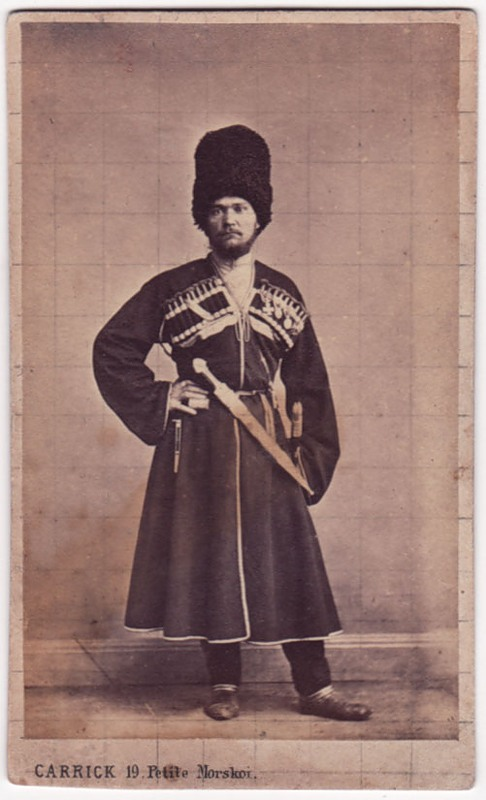
Snímek z cyklu Obyvatelé Ruské říše, 1860–1870
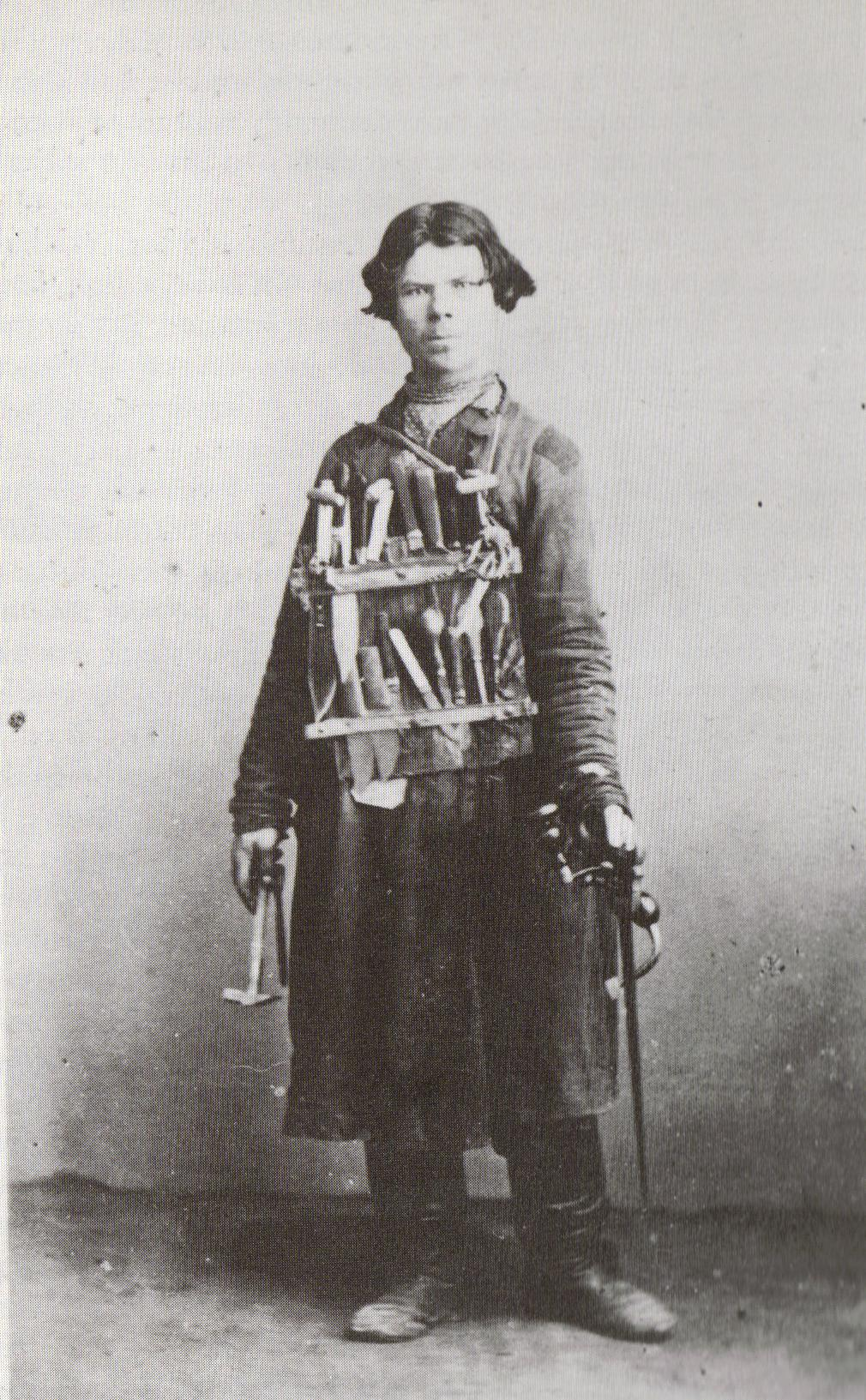
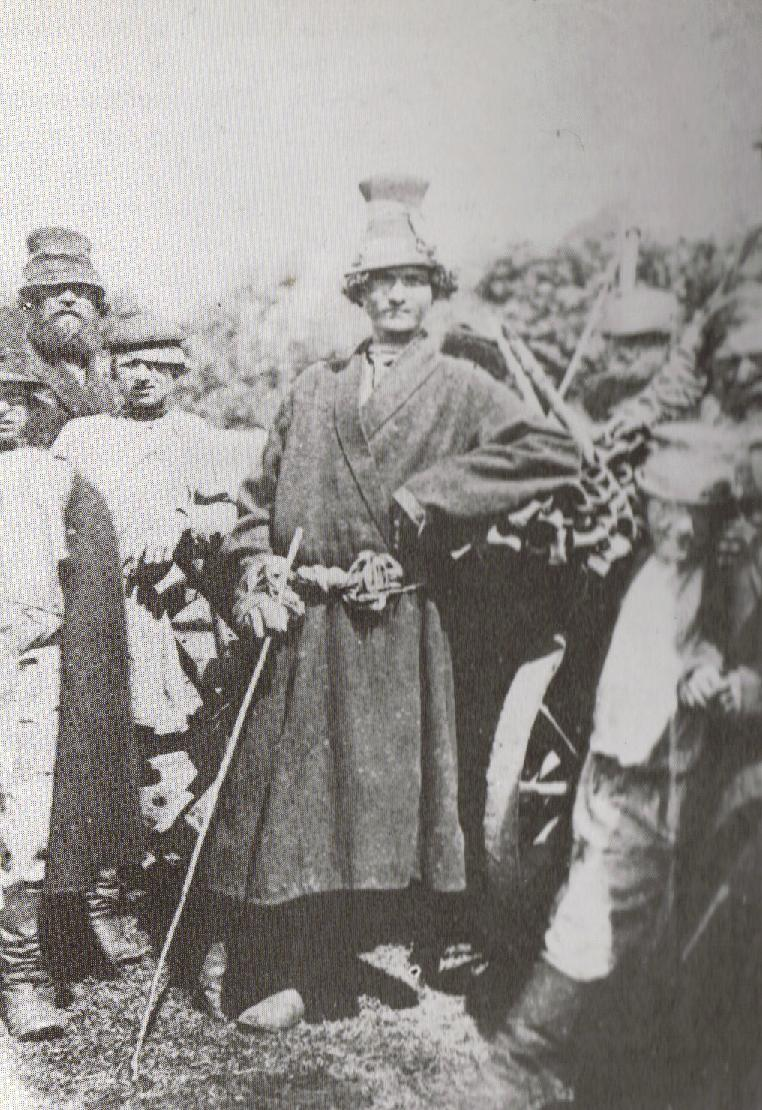
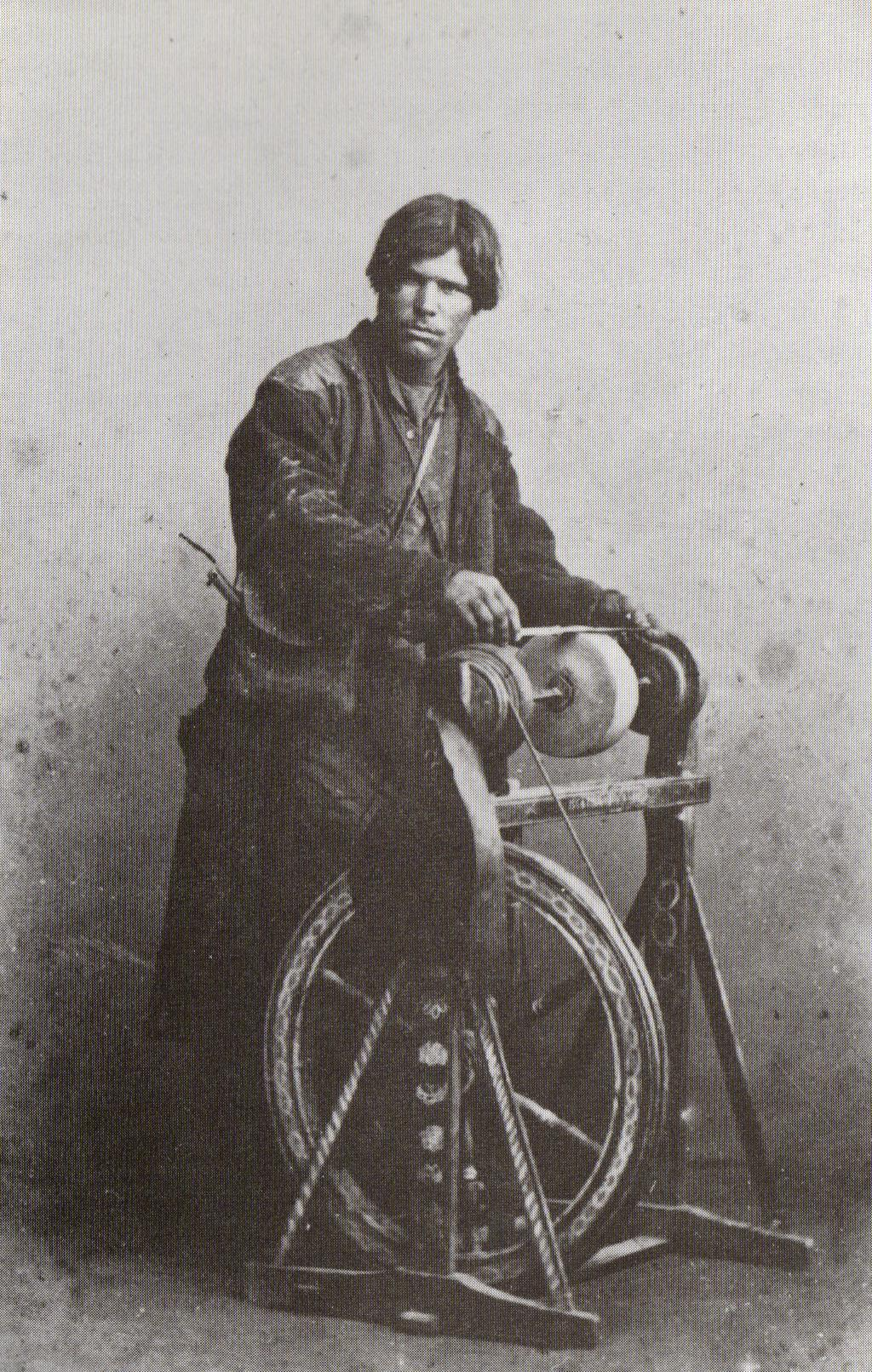
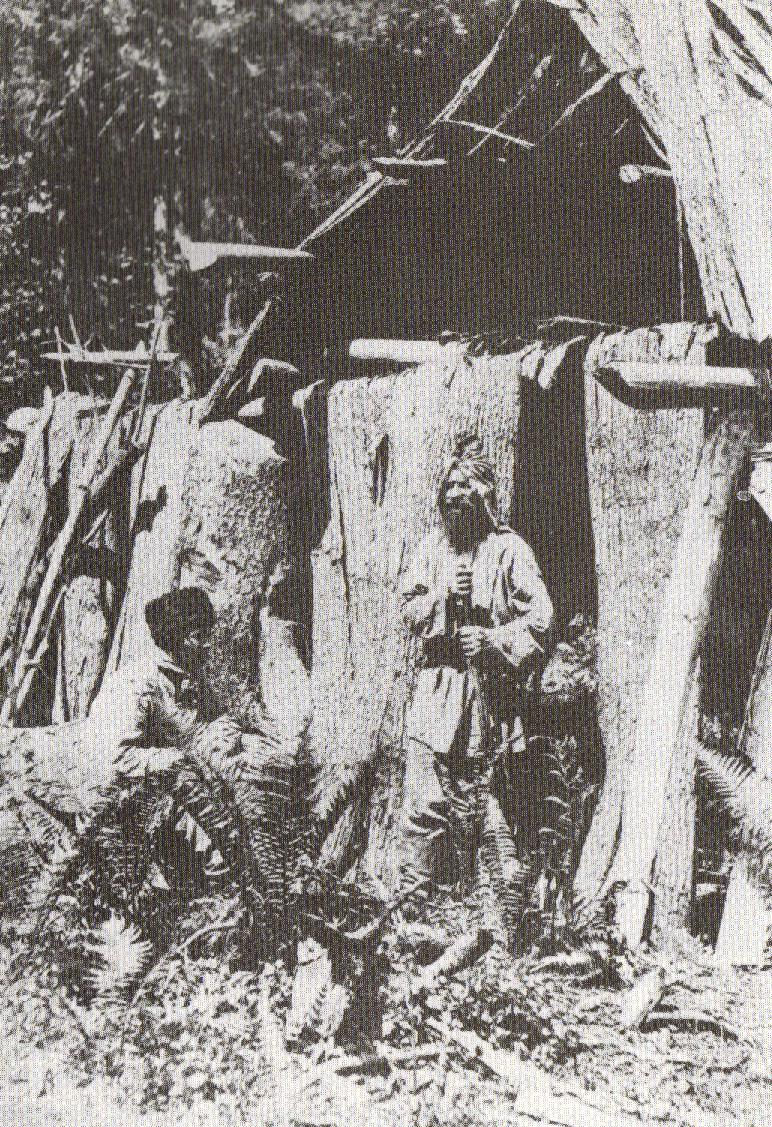
Simbirsk